# Rebel·lió Hōgen
La rebel·lió Hōgen (保元の乱, Hogen no ran) va ser una guerra civil que va tenir lloc al Japó entre el 28 de juliol i el 16 d'agost de 1156 a causa de les diferències pel que fa a la successió imperial i el control de la regència de Fujiwara, però, va marcar l'establiment del domini dels clans samurais i eventualment va donar origen al primer govern samurai de la història del Japó.
Després de la mort del governador enclaustrat, l'Emperador Toba, l'Emperador Go-Shirakawa i el retirat Emperador Sutoku (tots dos fills de Toba) van disputar-se la successió real al «Tron del crisantem». Fujiwara no Tadamichi, primogènit del regent Fujiwara no Tadazane, es va aliar amb Go-Shirakawa mentre que el seu germà petit Fujiwara no Yorinaga es va alinear amb el bàndol de Sutoku. Minamoto no Tameyoshi, líder del clan Minamoto i Taira no Tadamasa es van unir a Sutoku i Yorinaga, mentre que Minamoto no Yoshitomo, primogènit de Minamoto no Tameyoshi i Taira no Kiyomori, cap del clan Taira i nebot de Taira no Tadamasa, es van aliar amb Go -Shirakawa i Tadamichi.